# Amplibuteo woodwardi
A águia-de-woodward (Amplibuteo woodwardi) é uma espécie extinta de águia que viveu na América do Norte e na área do Caribe durante o Pleistoceno Superior. É uma das maiores aves de rapina já encontradas, com um comprimento corporal total estimado entre 125,6 a 140,2 cm, sendo portanto consideravelmente maior que qualquer águia atual. A águia-de-Haast da Nova Zelândia (Harpagornis moreei) alcançava comprimentos similares mas parece ter sido mais robusta e com alas mais curtas que a águia de Woodward, devido a que a águia-de-Haast era una espécie habitante dos bosques. A águia-de-woodward parece ter sido, contudo, uma caçadora de hábitos abertos, capturando principalmente mamíferos e répteis pequenos.